# عسل‌خوار سیاه
عسل‌خوار سیاه (نام علمی: Sugomel nigrum) نام یک گونه از تیره عسل‌خواران است که نمونه منحصربفرد از گونه سوگومل می‌باشد. عسل‌خوار سیاه یک دودیس جنسی است. جنس نر این پرنده سیاه و سفید است در حالی که ماده‌ها، دارای رنگ‌های قهوه‌ای خالدار می‌باشد. وقتی که هنوز به سن بلوغ نرسیده‌اند در وهله اول و از دیدگاه شکل و شمایل همگی آنها همانند ماده‌ها به نظر می‌رسند. این گونه بوم‌زاد کشور استرالیا است و به طور گسترده‌ای در مناطق خشک و بایر، جنگل‌های باز و درختچه‌ای و به ویژه در مناطقی که بوته‌های بیابان‌رُست و گونه‌های مرتبط با آن رشد می‌کند به وفور یافت می‌شود. 